# بئر حسو
بئر حسو قرية سوريّة تتبع إداريّاً لمحافظة حلب منطقة عين العرب ناحية صرين، بلغ تعداد سكانها 713 نسمة حسب التعداد السكاني لعام 2004.